# إيفانا ماريا فرتادو
إيفانا ماريا فرتادو (بالإنجليزية: Ivana Maria Furtado)‏ هي لاعبة شطرنج هندية، ولدت في 16 مارس 1999 في غوا في الهند.

## وصلات خارجية
- إيفانا ماريا فرتادو على موقع الاتحاد الدولي للشطرنج (الإنجليزية)
- إيفانا ماريا فرتادو على موقع مباريات الشطرنج (الإنجليزية)
- إيفانا ماريا فرتادو على موقع 365Chess.com (الإنجليزية)
- إيفانا ماريا فرتادو على موقع Chesstempo.com (الإنجليزية)